# 明日の幸せ
「明日の幸せ」（あしたのしあわせ）は、岡村孝子の通算25枚目のシングル。1997年5月20日発売。発売元はeast west japan。

## 解説
岡村は1997年初頭に海外で結婚式をあげ、このCDがリリースされた時期は妊娠中であった。本楽曲を最後に、暫く公な音楽活動を控えている。
表題曲はカルピスのコマーシャルソングに使用された、ポップチューン。
12枚目のアルバム『Reborn』（2000年8月23日）にアルバム・ヴァージョンが収録されている。シングル・ヴァージョンはアルバム未収録。
カップリング曲は、11枚目のアルバム『BRAND-NEW』（1996年2月19日）に収録された「オリジナルな二人」。
8cmシングル形態でリリースされたものとしては、岡村最後のCDにあたる。

## 収録曲
1. 明日の幸せ　（4:23）
  - 作詞・作曲：岡村孝子、編曲：萩田光雄

カルピス株式会社「カルピス」コマーシャルソング
2. オリジナルな二人　（4:25）
  - 作詞・作曲：岡村孝子、編曲：清水信之
3. 明日の幸せ 〜Original Karaoke〜

## 収録作品
- 明日の幸せ
※アルバム未収録
- 明日の幸せ（Version 2000）
  - Reborn　（12th アルバム）
  - T's BEST season 2
- オリジナルな二人
  - BRAND-NEW　（11th アルバム）
- オリジナルな二人（Remix）
  - After Tone IV